# Stenalia bilyi
Stenalia bilyi es una especie de coleóptero de la familia Mordellidae.

## Distribución geográfica
Habita en Tayikistán.